# Sela pri Sobračah
Sela pri Sobračah este o localitate din comuna Ivančna Gorica, Slovenia, cu o populație de 36 de locuitori.